# کالاهان (کالیفرنیا)
کالاهان (به انگلیسی: Callahan) یک منطقهٔ مسکونی در ایالات متحده آمریکا است که در شهرستان سیسکیو، کالیفرنیا واقع شده‌است. کالاهان ۹۵۷٫۰۸ متر بالاتر از سطح دریا واقع شده‌است.